# Christoph Israng

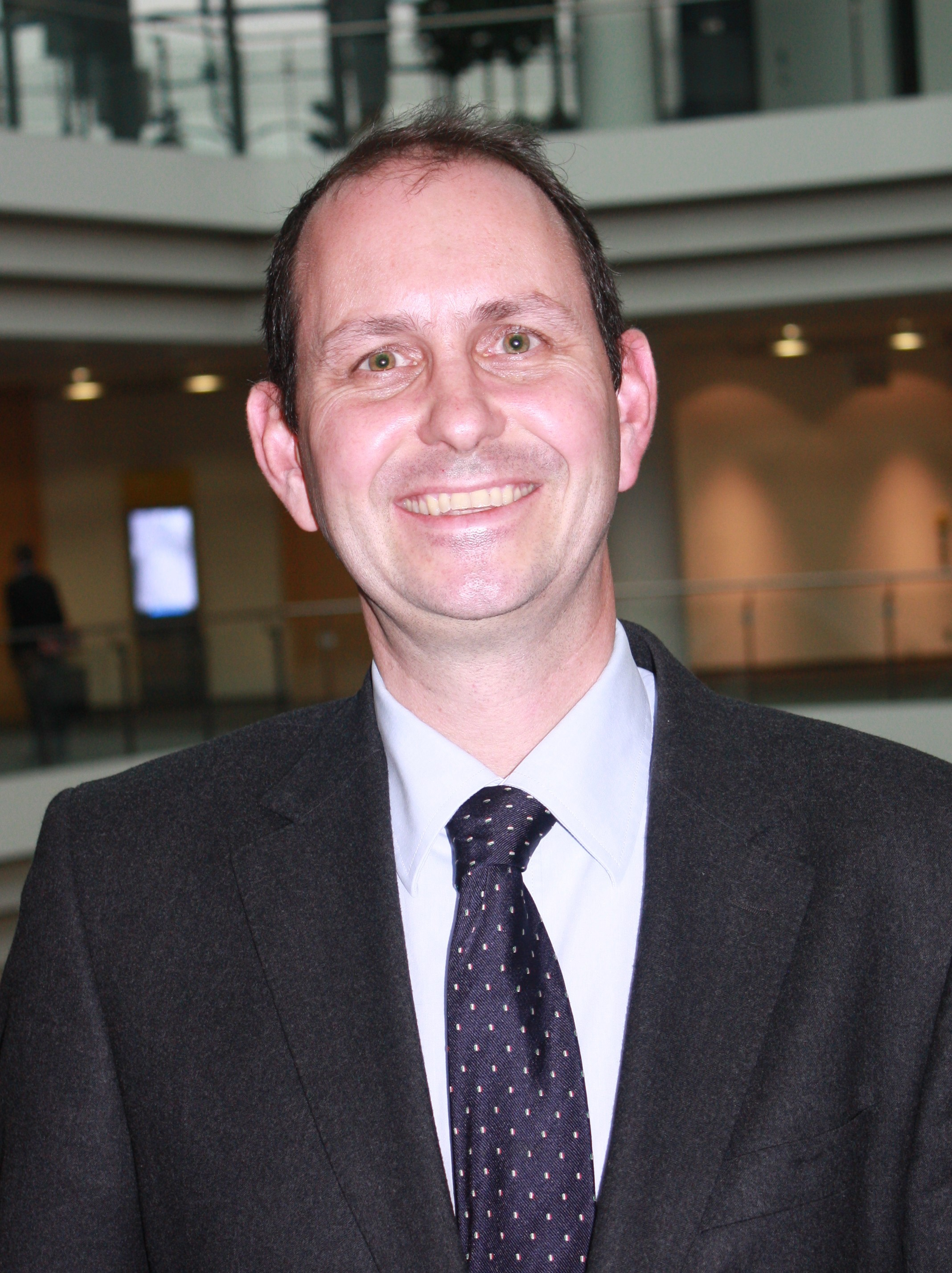
Christoph Israng

Christoph Israng (* 1971 in Ulm) ist ein deutscher Diplomat. Von August 2017 bis Juli 2021 war er Botschafter der Bundesrepublik Deutschland in der Tschechischen Republik.

## Leben

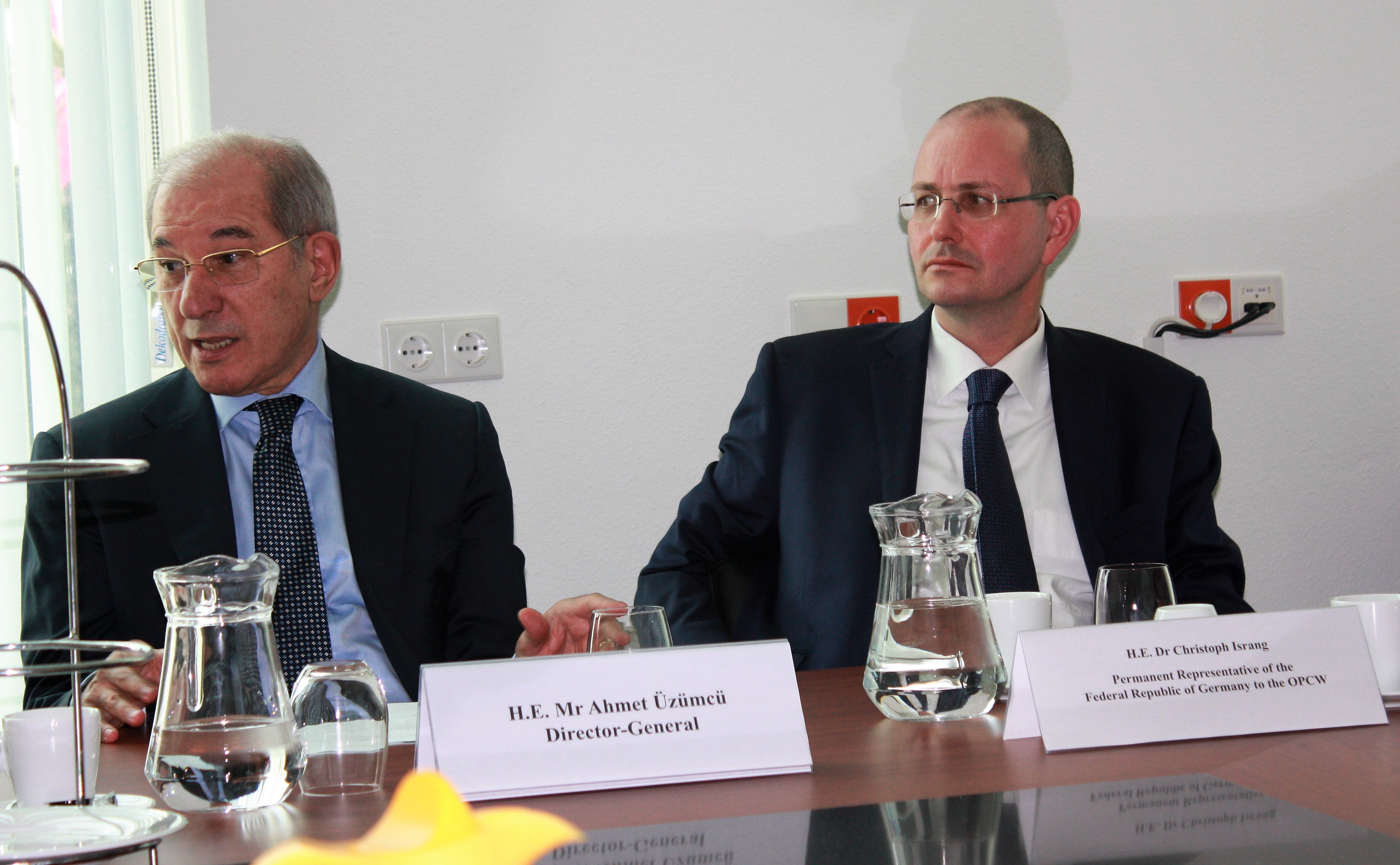
Christoph Israng mit dem OPCW-Generaldirektor Ahmet Üzümcü

Christoph Israng promovierte in Wirtschaftsgeographie zum Dr. rer. nat an der Universität Bonn. An der WHU in Koblenz absolvierte er ein Studium in Betriebswirtschaft, das er als Diplom-Kaufmann abschloss. Dem folgte ein Master of Business Administration an der Management School der Lancaster University. Außerdem studierte Israng an der Georgetown University in Washington, D.C., dem Instituto Tecnológico Autónomo de México in Mexiko-Stadt und an der Fernuniversität in Hagen. Bei der Luftwaffe erhielt er eine Ausbildung zum Reserveoffizier. Seit 2019 hat Israng den Rang eines Oberst der Reserve. Israng hat drei Kinder.

## Laufbahn
Nach verschiedenen Anstellungen in deutschen und internationalen Unternehmen begann Israng seine Karriere als Diplomat. Seit 1997 arbeitet er im Auswärtigen Amt. In der Zentrale des Auswärtigen Amts arbeitete Israng unter anderem im Referat Sicherheitspolitik/NATO und im Büro der Staatssekretäre. Außerdem war er tätig als außenpolitischer Berater im Deutschen Bundestag, als Leiter des Büros des stellvertretenden Hohen Repräsentanten für Bosnien und Herzegowina in Sarajevo und in den deutschen Generalkonsulaten in Istanbul und Sankt Petersburg. Von 2006 an arbeitete er im Bundeskanzleramt, bis er am 3. Juli 2014 Ständiger Vertreter bei der Organisation für das Verbot chemischer Waffen (OPCW) in Den Haag wurde. Davor leitete er das Referat 212, das für Zentral-, Ost- und Südosteuropa, den Kaukasus und Zentralasien zuständig war. 
Am 8. August 2017 übergab Israng sein Beglaubigungsschreiben als deutscher Botschafter in Tschechien an Staatspräsident Miloš Zeman. Mitte 2021 wurde er von Andreas Künne abgelöst.